# Джанго (фильм, 1966)
«Джа́нго» (итал. Django) — спагетти-вестерн режиссёра Серджо Корбуччи, снятый в окрестностях Мадрида в 1966 году и породивший множество неофициальных продолжений и ремейков.

## Сюжет

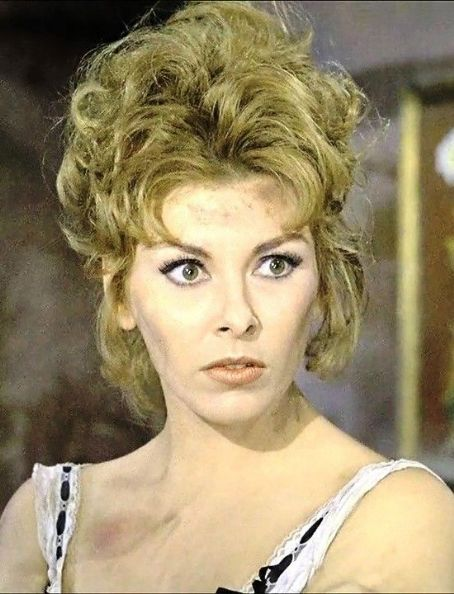
Лоредана Нушиак в роли Марии

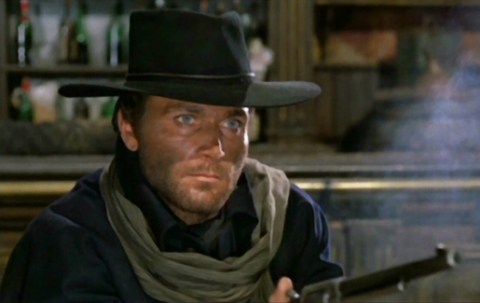
Франко Неро в роли Джанго

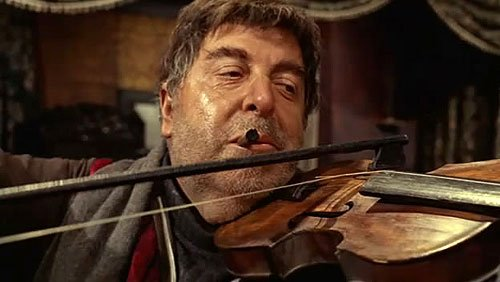
Анхель Альварес в роли Натаниэля

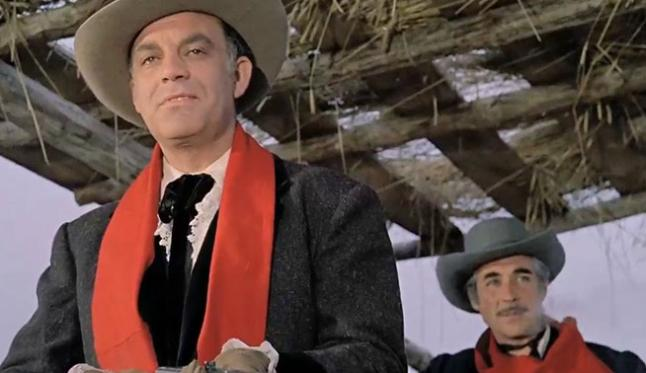
Эдуардо Фахардо (слева) в роли майора Джексона (сцена охоты на людей)

В первых кадрах со спины показан ковбой Джанго, ветеран Гражданской войны с Севера, волочащий за собой гроб. Действия разворачиваются во второй половине XIX века, недалеко от американо-мексиканской границы, где Джанго становится свидетелем, как банда мексиканцев бичует женщину, которая находится у них в сексуальном рабстве, за попытку бегства. В этот момент банда американских расистов, подручные майора Джексона, без потерь отбивают её у своих соперников, чтобы совершить ритуальное убийство женщины, которая имеет смешанное происхождение. Убив их всех, Джанго спасает Марию, она становится его верной спутницей и помощницей. Они приходят в техасский городок, и останавливаются в гостевом доме, из которого проститутка Мария когда-то сбежала в Мексику в поисках лучшей жизни. Джанго ставит перед собой задачу отомстить за свою любимую, которая погибла по вине фанатичного расиста майора Джексона, ветерана-южанина.
В городе же, куда приходит Джанго, власть делят две банды: майор Джексон и мексиканцы. Первым делом Джанго, войдя в город, ссорится в баре с несколькими сподвижниками Джексона и убивает их всех, кроме майора. Джанго отпускает Джексона, предлагая ему собрать всю банду и явиться снова. Схватка неизбежна. В город въезжает вся рать майора, которой Джанго может противопоставить лишь свои кольты и… гроб. Однако в самый роковой момент оказывается, что в гробу была спрятана картечница. Джанго перестрелял из неё почти всех бандитов, однако Джексону с пятью сторонниками удаётся скрыться. Помогая Натаниэлю захоронить трупы убитых бандитов, Джанго оказывается на могиле Мерседес Заро, своей любимой, которую убил Джексон.
В город прибывает генерал Родригес и его инсургенты. Они захватывают Джонатана, шпиона Джексона, отрезают ему ухо и заставляют съесть его, прежде чем прикончить. Джанго предлагает генералу вместе атаковать мексиканский форт Шарриба, где майор Джексон скрывается среди правительственных войск, чтобы украсть его золото. Родригес соглашается, и они проникают в форт обманом с помощью Натаниэля и его проституток. После удачного ограбления Джанго намерен вернуться обратно в США, чтобы расправиться с Джексоном, но генерал Родригес не хочет прощаться с Джанго, рассчитывая использовать всё золото для своей военной кампании против правительства, и надеясь сделать Джанго старшим офицером своей повстанческой группировки, и вместе с ним пойти на штурм Мехико, суля несметные богатства. Твёрдо стоя на своём, не собираясь вмешиваться в развязываемую генералом гражданскую войну, и не получив обещанной части добычи, Джанго похищает в свою очередь у мексиканцев всё золото и убегает, спрятав его в гроб. Мария, девушка, спасённая им в самом начале фильма, последует за ним. У моста гроб сваливается с телеги в зыбучий песок. Пытаясь его вытащить, Джанго едва не утонул. Его удержала Мария. Когда, казалось бы, спасение близко, раздается выстрел — раненая девушка падает, а Джанго вытаскивают из болота бандиты-мексиканцы. Они жестоко мстят обманщику: сперва избивают его, а затем проезжают на лошадях по его рукам, калеча его пальцы. Оставив беспомощного стрелка одного на дороге, они возвращаются в Мексику, но попадают в засаду, устроенную правительственными войсками при поддержке майора Джексона.
Тем временем Джанго, у которого на руках раненая Мария, вынужден вернуться в город, во всё тот же бар. Он просит Натаниэля позаботиться о девушке, а сам, перевязав кисти рук, отправляется на кладбище, где похоронена его возлюбленная. У её могилы и разыгрывается финальная сцена (в кадре можно увидеть имя и годы жизни возлюбленной Джанго «Mercedes Zaro 1833—1869»). О местонахождении Джанго майору сообщает хозяин заведения Натаниэль, которого Джексон ранее крышевал. Узнав, что Джанго не представляет опасности из-за раздробленных рук, Джексон убивает Натаниэля тремя выстрелами в упор.
Джанго снимает защитную скобу со своего кольта, пытаясь приладить его ствол к кресту. В это время на кладбище появляется Джексон с остатками банды. Они стреляют в крест, издеваясь над раненым стрелком. И тут Джанго выстреливает шесть раз, и все бандиты падают мертвыми. Под песню «Джанго…» главный герой уходит с кладбища, утолив свою жажду мести.

## В ролях
- Франко Неро — Джанго
- Хосе Бодало — генерал Уго Родригес
- Лоредана Нушиак — Мария
- Анхель Альварес — Натаниэль
- Эдуардо Фахардо — майор Джексон
- Джино Перниче — брат Джонатан
- Симон Арриага — Мигель
- Сильвана Баччи — мексиканка в салуне

## Музыка
Саундтрек к фильму «Джанго» был написан и продирижирован Луисом Бакаловом, известным в то время своей музыкой к фильму «Евангелие от Матфея». Это был его первый саундтрек к вестерну, несколько месяцев спустя за ним последовал его саундтрек к фильму Дамиано Дамиани «Золотая пуля» в котором повторно использовались несколько тем из его партитуры «Джанго». Из саундтреков Эннио Морриконе к спагетти-вестернам саундтрек Бакалова более традиционен и основан, в частности, на духовых и симфонический «стилях» инструментовки, хотя в некоторых треках используются характерные элементы Latin и рок-музыки. Основная тема титров, которой дирижировал Бруно Николаи, включает слова Франко Мильяччи и Роберта Меллина, был спет на английском языке для фильма Рокки Робертса. Итальянская версия песни, выпущенная только в альбоме саундтреков и как сингл, была исполнена Роберто Фиа. Оригинальный релиз на виниле был издан в 1985 году. Этот альбом саундтреков был переиздан в 2013 году с новым списком песен и дополнительными треками..

## Восприятие фильма
Фильм известен запредельным по меркам 1960-х годов уровнем экранной жестокости, включая эпизод, где мексиканцы отрезают ухо "монаху" Джонатану и заставляют его съесть. Похожая сцена есть в дебютном фильме Квентина Тарантино «Бешеные псы». Помимо мелких отсылок к фильму Корбуччи, Тарантино снял в 2012 году фильм под названием «Джанго освобождённый». В ряде стран, включая Великобританию, прокат фильма Корбуччи был запрещён.
По мнению киноведа М. С. Трофименкова, создатели фильма пытались довести до крайности все составляющие «долларовой трилогии» С. Леоне, но получили в итоге кино гораздо менее высокого качества: «Фильм Леоне элегантен, а „Джанго“ уродлив и нелеп, как гроб, который герой полфильма таскает за собой на верёвочке». С точки зрения киноведа, причина в том, что Корбуччи «совершенно не чувствует пропорцию, в которой следует смешивать утрированную жестокость и условность комедии масок, очищающую эту жестокость от натурализма».

## Сиквелы и ремейки
- Сюжетные ситуации этого фильма заимствовали многие режиссёры псевдо-вестернов, включая Фердинандо Балди («Little Rita nel West» 1967, «Preparati la bara!» 1968).
- В 2008 году японский режиссёр Такаси Миикэ снял фильм «Сукияки Вестерн Джанго», содержащий явные отсылки к работе Корбуччи (например, гроб с пулемётом внутри).
- В 1987 году вышло официальное продолжение — фильм «Возвращение Джанго», в котором главного героя вновь сыграл Франко Неро.
- В 2012 году вышла картина Квентина Тарантино «Джанго освобождённый», в которой принял участие Франко Неро, исполнив короткую эпизодическую роль с иронической отсылкой к его роли в фильме «Джанго».